# Generalumkehr
Die Generalumkehr (Abkürzung GU) ist eine Methode der Stornierung, mit der fehlerhafte Buchungen in der doppelten Buchführung korrigiert werden. Das Storno wird durch das erneute Erfassen des Buchungssatzes mit umgekehrtem Vorzeichen durchgeführt. Anschließend wird die Buchung erneut mit den richtigen Daten erfasst. Obwohl es oft möglich ist, das gleiche Ergebnis mit einer Nach- oder Umbuchung vorzunehmen, verbietet sich dies nach den Regeln der Grundsätzen ordnungsmäßiger Buchführung, insbesondere dem Grundsatz der Bilanzklarheit und Bilanzwahrheit.

## Beispiel eines Stornos mit Korrektur
Die Barzahlung eines Kunden wird versehentlich mit 2000 € anstatt mit 200 € erfasst:
Kasse (2000 €) an Umsatzerlöse (2000 €)
Für das Storno mit Korrektur benötigt man zwei Buchungssätze:
Kasse (−2000 €) an Umsatzerlöse (−2000 €)
Kasse (200 €) an Umsatzerlöse (200 €)
Den gleichen Saldo auf den Konten würde der nachfolgende Buchungssatz ergeben:
Umsatzerlöse (1800 €) an Kasse (1800 €)
Hierbei würde allerdings der tatsächliche Zahlbetrag von 200 € und somit der zugrunde liegende Geschäftsvorfall nicht als Einzelposten in den Büchern ausgewiesen, die Korrektur wäre somit buchhalterisch und sachlich falsch. Außerdem würde die Kasse einen Sollumsatz von 2000 € und einen Habenumsatz von 1800 € ausweisen. Auch dies entspricht nicht den realen Geschäftsvorfällen.